# Torre San Gennaro (torre costiera)
La torre San Gennaro era una torre costiera che sorgeva nell'omonima frazione del comune di Torchiarolo, in provincia di Brindisi.

## Storia
La costruzione della torre risale alla seconda metà del XVI secolo quando venne deciso di costruire due torri, la seconda delle quali era quella nota come torre della Specchiulla. A causa delle ripetute mareggiate che avevano intaccato la struttura, la torre crollò agli inizi del 1900. Era in comunicazione visiva a sud con la torre Specchiolla e a nord con la torre Mattarelle.